# Чемпіонат світу з трекових велоперегонів 2021
Чемпіонат світу з трекових велоперегонів 2021 проходив з 20 по 24 жовтня 2021 року в Рубе на Vélodrome Couvert Régional Jean-Stablinski. Всього у змагання взяли участь 326 спортсмени з 44 країни, які розіграли 22 комплектів нагород — по 11 у чоловіків та жінок. Вперше в історії Чемпіонатів світу проведено розіграш медалей у гонці на вибування серед чоловіків і жінок.
Спершу змагання мали відбутися у столиці Туркменістану Ашгабаті, але організатори відмовилися від проведення чемпіонату в цій країні через обмеження, пов'язані з пандемією коронавірусу.

## Медалісти

### Чоловіки
| Дисципліна                         | Золото                                                                                       | Срібло                                                                  | Бронза                                                                                 |
| Спринт                             | Гаррі Лаврейсен                                                                              | Джефрі Хогланд                                                          | Себастьєн Віж'є                                                                        |
| Гіт (1 км)                         | Джефрі Хогланд (58.418)                                                                      | Ніколас Пол (59.791)                                                    | Йоахім Ейлерс (1:00.008)                                                               |
| Індивідуальна гонка переслідування | Ештон Лембі (4:05.060)                                                                       | Джонатан Мілан (4:06.149)                                               | Філіппо Ганна                                                                          |
| Командна гонка переслідування      | Італія Ліам Бертаццо Сімоне Консонні Філіппо Ганна Джонатан Мілан Франческо Ламон (3:47.192) | Франція Тома Буда Тома Дені Валентин Табелійон Бенжамін Тома (3:49.168) | Велика Британія Етан Гейтер Ітан Вернон Чарлі Танфілд Олівер Вуд Кіан Емаді (3:51.205) |
| Командний спринт                   | Нідерланди Рой ван ден Берг Гаррі Лаврейсен Джефрі Хогланд (41.979)                          | Франція Флоріан Гренгбо Себастьєн Віж'є Раян Еляль (42.550)             | Німеччина Нік Шротер Штефан Бьотіхер Йоахім Ейлерс Марк Юрчик (43.141)                 |
| Кейрін                             | Гаррі Лаврейсен                                                                              | Джефрі Хогланд                                                          | Михайло Яковлев                                                                        |
| Скретч                             | Донаван Гронден                                                                              | Тур Денс                                                                | Ріс Бріттон                                                                            |
| Гонка за очками                    | Бенжамін Тома (94)                                                                           | Кенні де Кетеле (84)                                                    | Вінсент Хоппезак (35)                                                                  |
| Медісон                            | Данія Лассе Норман Гансен Міхаель Меркев (68)                                                | Італія Сімоне Консонні Мікеле Скартезіні (64)                           | Бельгія Кенні де Кетеле Роббі Гіс (64)                                                 |
| Омніум                             | Етан Гейтер (180)                                                                            | Аарон Гейт (124)                                                        | Елія Вівіані (121)                                                                     |
| Гонка на вибування                 | Елія Вівіані                                                                                 | Юрі Лейтао                                                              | Сергій Ростовцев                                                                       |

- Спортсмени, виділені курсивом, брали участь у чемпіонаті, але не змагались у фіналі.

### Жінки
| Дисципліна                         | Золото                                                                              | Срібло                                                                                              | Бронза                                                                          |
| Спринт                             | Емма Гінце                                                                          | Леа Фрідріх                                                                                         | Келсі Мітчелл                                                                   |
| Гіт (500 м)                        | Леа Фрідріх (33.057)                                                                | Анастасія Войнова (33.163)                                                                          | Дар'я Шмельова (33.164)                                                         |
| Індивідуальна гонка переслідування | Ліза Бреннауер (3:18.258)                                                           | Франциска Брауссе (3:22.980)                                                                        | Міке Крьогер (3:20.903)                                                         |
| Командна гонка переслідування      | Німеччина Франциска Брауссе Ліза Бреннауер Міке Крьогер Лаура Зюссемільх (4:08.752) | Італія Еліза Бальзамо Мартіна Альціні К'яра Консонні Мартіна Фіданза Летиція Патерностер (4:13.690) | Велика Британія Кеті Арчибальд Меган Баркер Ніа Еванс Джосі Найт (4:17.359)     |
| Командний спринт                   | Німеччина Леа Фрідріх Пауліна Ґрабош Емма Гінце (46.064) WR                         | Наталія Антонова Дар'я Шмельова Яна Тищенко Анастасія Войнова (46.718)                              | Велика Британія Софі Кейпвелл Блейн Рідж-Девіс Міллі Таннер Лорен Бейт (48.059) |
| Кейрін                             | Леа Фрідріх                                                                         | Міна Сато                                                                                           | Яна Тищенко                                                                     |
| Скретч                             | Мартіна Фіданза                                                                     | Майке ван дер Дуйн                                                                                  | Дженіфер Валенте                                                                |
| Гонка за очками                    | Лотте Копекі (76)                                                                   | Кеті Арчибальд (62)                                                                                 | Кірстен Вілд (60)                                                               |
| Медісон                            | Нідерланди Кірстен Вілд Емі Пітерс (35)                                             | Франція Клара Коппоні Мері ле Нет (30)                                                              | Велика Британія Кеті Арчибальд Ніа Еванс (24)                                   |
| Омніум                             | Кеті Арчибальд (137)                                                                | Лотте Копекі (119)                                                                                  | Еліза Бальзамо (116)                                                            |
| Гонка на вибування                 | Летиція Патерностер                                                                 | Лотте Копекі                                                                                        | Дженіфер Валенте                                                                |

## Загальний медальний залік
| Місце  | Країна                               | Золото | Срібло | Бронза | Загалом |
| ------ | ------------------------------------ | ------ | ------ | ------ | ------- |
| 1      | Німеччина                            | 6      | 2      | 3      | 11      |
| 2      | Нідерланди                           | 5      | 3      | 2      | 10      |
| 3      | Італія                               | 4      | 3      | 3      | 10      |
| 4      | Франція                              | 2      | 3      | 1      | 6       |
| 5      | Велика Британія                      | 2      | 1      | 5      | 8       |
| 6      | Бельгія                              | 1      | 4      | 1      | 6       |
| 7      | США                                  | 1      |        | 2      | 3       |
| 8      | Данія                                | 1      |        |        | 1       |
| 9      | Федерація велосипедного спорту Росії |        | 2      | 4      | 6       |
| 10     | Японія                               |        | 1      |        | 1       |
| 10     | Нова Зеландія                        |        | 1      |        | 1       |
| 10     | Португалія                           |        | 1      |        | 1       |
| 10     | Тринідад і Тобаго                    |        | 1      |        | 1       |
| 14     | Канада                               |        |        | 1      | 1       |
| Всього | Всього                               | 22     | 22     | 22     | 66      |

## Україна на чемпіонаті
Україну на чемпіонаті представляло 15 спортсменів:
- Любов Басова у командному спринті;
- Алла Білецька у індивідуальному та командному спринті, кейріні, гіті;
- Максим Васильєв у командній гонці переслідування, омніумі, медісоні;
- Роман Гладиш у командній гонці переслідування, омніумі, медісоні, скретчі, гонці за очками та гонці на вибування;
- Віталій Гринів у командній гонці переслідування та гонці за очками;
- Богдан Данильчук у командному спринті та гіті;
- Владислав Денисенко у командному спринті та гіті;
- Михайло-Ярослав Дудко у командному спринті;
- Володимир Джус у командній та індивідуальній гонці переслідування, медісоні, скретчі, гонці на вибування;
- Тетяна Клімченко у омніумі, медісоні, скретчі;
- Олександра Логвінюк у командному спринті та гіті;
- Ганна Соловей у гонці за очками, омніумі та медісоні;
- Ксенія Федотова у медісоні, гонці за очками та гонці на вибування;
- Кирило Царенко у командній гонці переслідування;
- Вікторія Ярошенко у індивідуальній гонці переслідування.